# 대한민국-아이슬란드 관계
대한민국-아이슬란드 관계(Iceland–South Korea relations)는 주로 포경, 저인망 어업 등 해양 문제에 대한 협력과 기술 및 수산물 분야의 양자 무역을 기반으로 한다. 대한민국 외교부에 따르면 1962년 10월 10일 아이슬란드와 대한민국 간의 외교관계가 수립되었다. 아이슬란드 외무부는 일자를 1982년 4월 19일로 제시하고 있다. 베이징 주재 아이슬란드 대사관은 대한민국의 인가를 받았으며, 아이슬란드는 서울특별시에도 2개의 명예영사관을 두고 있다. 노르웨이 오슬로 주재 대한민국 대사관은 아이슬란드 인증을 받았으며, 대한민국은 레이캬비크 명예영사관을 두고 있다.

## 관계
최성홍 외교부 장관은 2002년 아이슬란드를 방문해 양국 간 협력 증진을 논의했다. 대한민국과 유럽자유무역연합(EFTA)은 2005년 12월 15일 자유무역협정(FTA)을 체결했다. 이 협정으로 대한민국 상품에 대한 모든 EFTA 관세가 철폐되었으며, EFTA 상품에 대한 대한민국 관세도 단계적으로 철폐될 계획이었다. 2008년 5월 양국은 이중과세방지협정을 체결했다.

## 무역
2006년 대한민국의 아이슬란드 수출액은 주로 자동차와 타이어 등을 중심으로 3600만 달러였으며, 아이슬란드의 대한민국 수출액은 주로 수산물과 모피 등을 중심으로 1300만 달러에 달했다. 수산물 가공 기술과 운송의 발전으로 대한민국과의 무역이 확대될 수 있는 새로운 가능성이 열렸다.

## 포경활동과 협력
아이슬란드는 계속되는 포경 활동으로 인해 논란에 휩싸였다. 과거 대한민국은 아이슬란드의 포경입장을 지지해 왔다. 아이슬란드는 국제포경위원회가 정한 과학 연구 프로젝트의 진위 여부 테스트를 통과했지만 "과학적 연구"를 위해 고래를 사냥한다.

## 같이 보기
- 대한민국의 대외 관계